# Championnat du Japon de football 1968
Le Championnat du Japon de football 1968 est la quatrième édition de la Japan Soccer League.

## Classement
| Pos | Club              | Pts | J  | G  | N | D  | Bp | Bc | Diff | Note                         |
| --- | ----------------- | --- | -- | -- | - | -- | -- | -- | ---- | ---------------------------- |
| 1.  | Toyo Industries   | 21  | 14 | 10 | 1 | 3  | 31 | 11 | ＋20 | Champion                     |
| 2.  | Yanmar Diesel     | 19  | 14 | 7  | 5 | 2  | 29 | 18 | ＋11 |                              |
| 3.  | Mitsubishi Motors | 18  | 14 | 7  | 4 | 3  | 25 | 18 | ＋11 |                              |
| 4.  | Yawata Steel      | 17  | 14 | 7  | 3 | 4  | 32 | 19 | ＋13 |                              |
| 5.  | Furukawa Electric | 17  | 14 | 7  | 3 | 4  | 24 | 17 | ＋7  |                              |
| 6.  | Nagoya Bank       | 9   | 14 | 3  | 3 | 8  | 17 | 25 | －8  |                              |
| 7.  | Hitachi           | 8   | 14 | 3  | 2 | 9  | 17 | 31 | －14 | Barrage promotion-relégation |
| 8.  | Nippon Kokan      | 3   | 14 | 0  | 3 | 11 | 10 | 46 | －36 | Barrage promotion-relégation |

## Barrage promotion-relégation
| JSL          | Aller | Retour | Senior Cup                                 |
| ------------ | ----- | ------ | ------------------------------------------ |
| Hitachi      | 1-0   | 3-2    | Urawa Club (Finaliste de la Senior Cup)    |
| Nippon Kokan | 1-0   | 0-1    | Toyota Motors (Vainqueur de la Senior Cup) |

Les deux clubs de D1 se maintiennent. Aucune relégation. 

## Classement des buteurs
| Joueur             | Nombre de buts |
| ------------------ | -------------- |
| Kunishige Kamamoto | 14             |
| Teruki Miyamoto    | 11             |
| Yasuyuki Kuwahara  | 8              |